# Tacita Muta
Nella mitologia romana Tacita Muta o Dea Tacita è la dea degli inferi che personifica il silenzio. Veniva onorata durante le Parentalia, il 18 febbraio o il 21 febbraio.
Il suo culto era stato raccomandato dal re Numa Pompilio che aveva giudicato questa divinità necessaria all'istituzione del suo nuovo Stato.
Il mito è narrato da Ovidio nei Fasti: Naiade, figlia del fiumiciattolo Almone, che si getta nel Tevere sotto Roma, in origine si chiamava Lara o Lala, nome che deriva dal greco λαλέω, "parlare, chiacchierare".
Proprio per il suo troppo parlare, fu punita da Giove, irritato perché aveva rivelato alla sorella Giuturna e a Giunone le mire che il dio nutriva su di lei. Giove le fece mozzare la lingua e l'affidò a Mercurio perché la conducesse agli Inferi.
Durante il percorso, Mercurio se ne innamorò ed ebbe con lei rapporti carnali. Da quest'atto nacquero due gemelli, i Lares compitales, ai quali, nella religione dell'antica Roma, era affidato il compito di vigilare le strade della città. Come dea del silenzio, Lala assunse così il nome di Tacita Muta e, come madre dei Lari, venne anche chiamata Acca, proprio perché la lettera h è muta.
I riti annuali tenuti in suo onore prevedevano, tra l'altro, di cospargere di pece la testa di un pesce menola, animale evidentemente muto, di arrostirla nel vino e di bere la bevanda così ottenuta. Attraverso questo rito propiziatorio si intendeva evitare che nella città si diffondessero maldicenze.

I Romani unirono a questa festività quella dei Morti (i Feralia), sia perché Lara era accreditata come la madre dei Lari, sia perché, avendo la lingua mozzata, la dea era simbolo della morte, caratterizzata tra l'altro dall'eterno silenzio.